# Trnava (region)
Trnava (slovakiska Trnavský kraj) är en av Slovakiens åtta administrativa regioner, belägen i landets västra del. Regionen som har en yta av 4 172 km² har en befolkning, som uppgår till 554 172 invånare (2005). Regionens huvudort är Trnava och den består av sju distrikt (okresy).